# کانی‌کاما
کانی‌کاما (به ژاپنی: カニカマ Kanikama) (به انگلیسی: Crab stick) یکی از عناصر غذایی در آشپزی ژاپنی است. ظاهر، رنگ و مزهٔ کانی کاما کاملاً به خرچنگ شباهت دارد اما در واقع یکی از فرآورده‌های غذایی است که از گوشت ماهی تهیه می‌شود. 